# First Meditations (for quartet)
| Recensione                          | Giudizio |
| ----------------------------------- | -------- |
| AllMusic                            | [ 1 ]    |
| The Penguin Guide to Jazz           | [ 2 ]    |
| The Rolling Stone Jazz Record Guide | [ 3 ]    |

First Meditations (for quartet) è un album discografico del musicista jazz John Coltrane registrato nel settembre 1965 e pubblicato postumo nel 1977.
Si tratta della versione in quartetto della suite che Coltrane avrebbe inciso e pubblicato due mesi dopo sull'album Meditations. Questa fu l'ultima registrazione di Coltrane con il suo quartetto classico composto dal bassista Jimmy Garrison, dal batterista Elvin Jones, e dal pianista McCoy Tyner.

## Descrizione
Rimasta inedita fino al 1977, la musica contenuta nell'album è una versione embrionale alternativa dell'album Meditations. Quattro dei cinque movimenti del disco (con l'aggiunta di una seconda versione di Joy) sarebbero andati a comporre (insieme ad un'altra traccia)  l'album che due mesi e mezzo dopo sarebbe stato pubblicato come Meditations. Disco nel quale Coltrane suona insieme al suo gruppo temporaneamente allargato a sestetto con l'aggiunta di Pharoah Sanders come secondo sassofono tenore e Rashied Ali alla seconda batteria. Coltrane (qui esclusivamente al sax tenore) suona in maniera appassionata, alternando feroci esplorazioni free jazz a momenti più rilassati di relativa calma e liricità.

## Tracce
1. Love – 8:03
2. Compassion – 9:32
3. Joy – 8:52
4. Consequences – 7:21
5. Serenity – 6:12
6. Joy – 12:16

## Musicisti
- John Coltrane – sassofono tenore
- Jimmy Garrison – contrabbasso
- Elvin Jones – batteria
- McCoy Tyner – pianoforte